# Joseph, Better You Than Me
Joseph, Better You Than Me este al șaisprezecelea single al trupei de rock alternativ The Killers, scris în colaborare cu Elton John, care asigură și partea vocală, alături de Brandon Flowers și de Neil Tennant de la Pet Shop Boys. A fost lansat pe Internet pe 16 decembrie 2008 drept single de Crăciun downloadabil (al treilea single de Crăciun, după Don't Shoot Me Santa, din 2007, și „A Great Big Sled” din 2006). A ajuns până pe locul 88 în UK Singles Chart.
Nu a beneficiat de videoclip.
Ca și la precedentele single-uri de Crăciun, toate încasările obținute de pe urma acestui cântec au mers la campania anti-SIDA susținută de solistul trupei U2, Bono.

## Lista melodiilor
1. „Joseph, Better You Than Me” - 4:53

## Poziții în topuri
- 88 (UK Singles Chart)